# Elezioni amministrative in Italia del 1989
Le elezioni amministrative in Italia del 1989 si tennero il 28 maggio e il 29 ottobre. A Bolzano si votò il 7 maggio.

## Elezioni comunali del maggio 1989

### Bolzano
| Liste                                                  | Voti | %     | Seggi |
| ------------------------------------------------------ | ---- | ----- | ----- |
| Movimento Sociale Italiano - Destra Nazionale (MSI-DN) |      | 27,14 | 13    |
| Südtiroler Volkspartei (SVP)                           |      | 19,55 | 10    |
| Democrazia Cristiana (DC)                              |      | 15,77 | 8     |
| Verdi - Grüne - Vërc (VGV)                             |      | 12,11 | 6     |
| Partito Comunista Italiano (PCI)                       |      | 8,46  | 4     |
| Partito Socialista Italiano (PSI)                      |      | 7,46  | 4     |
| Partito Repubblicano Italiano (PRI)                    |      | 2,18  | 1     |
| Partito Socialista Democratico Italiano (PSDI)         |      | 1,33  | 1     |
| Partito Liberale Italiano (PLI)                        |      | 1,10  | 1     |
| Democrazia Proletaria (DP)                             |      | 0,83  | -     |
| Altri                                                  |      | 4,13  | 2     |
| Totale                                                 |      |       | 50    |

### Matera
| Liste                                                  | Voti   | %     | Seggi |
| ------------------------------------------------------ | ------ | ----- | ----- |
| Democrazia Cristiana (DC)                              | 13.325 | 43,15 | 19    |
| Partito Socialista Italiano (PSI)                      | 5.563  | 15,66 | 6     |
| Partito Comunista Italiano (PCI)                       | 4.706  | 13,25 | 5     |
| Partito Repubblicano Italiano (PRI)                    | 4.270  | 12,02 | 5     |
| Partito Socialista Democratico Italiano (PSDI)         | 2.255  | 6,35  | 2     |
| Partito Liberale Italiano (PLI)                        | 1.822  | 5,13  | 2     |
| Movimento Sociale Italiano - Destra Nazionale (MSI-DN) | 897    | 2,52  | 1     |
| Lista Verde (LV)                                       | 670    | 1,8   | -     |
| Totale                                                 | 33.481 |       | 40    |

### Reggio Calabria
| Liste                                                  | Voti    | %    | Seggi |
| ------------------------------------------------------ | ------- | ---- | ----- |
| Democrazia Cristiana (DC)                              | 32.780  | 29,7 | 16    |
| Partito Socialista Italiano (PSI)                      | 25.503  | 23,1 | 12    |
| Alternativa per Reggio (PCI-PR-DP)                     | 13.631  | 12,3 | 6     |
| Partito Repubblicano Italiano (PRI)                    | 9.931   | 9,0  | 4     |
| Partito Socialista Democratico Italiano (PSDI)         | 8.827   | 8,0  | 4     |
| Movimento Sociale Italiano - Destra Nazionale (MSI-DN) | 6.649   | 6,0  | 3     |
| Partito Liberale Italiano (PLI)                        | 6.018   | 5,4  | 3     |
| Insieme Città (Cattolici indipendenti)                 | 2.965   | 2,7  | 1     |
| Caccia Pesca Ambiente (CPA)                            | 2.784   | 2,5  | 1     |
| Altri                                                  | 1.414   | 1,3  | -     |
| Totale                                                 | 110.502 |      | 50    |

## Elezioni comunali dell'ottobre 1989

### Roma
| Liste                                                  | Voti      | %     | Seggi |
| ------------------------------------------------------ | --------- | ----- | ----- |
| Democrazia Cristiana (DC)                              | 570.890   | 31,93 | 27    |
| Partito Comunista Italiano (PCI)                       | 476.248   | 26,64 | 23    |
| Partito Socialista Italiano (PSI)                      | 246.322   | 13,78 | 12    |
| Lista Verde                                            | 124.710   | 6,97  | 6     |
| Movimento Sociale Italiano - Destra Nazionale (MSI-DN) | 122.628   | 6,86  | 6     |
| Partito Repubblicano Italiano (PRI)                    | 63.866    | 3,57  | 3     |
| Partito Socialista Democratico Italiano (PSDI)         | 53.942    | 3,02  | 2     |
| Partito Liberale Italiano (PLI)                        | 33.750    | 1,89  | 1     |
| Democrazia Proletaria (DP)                             | 10.121    | 0,56  | -     |
| Altri                                                  | 55.637    | 2,94  | -     |
| Totale                                                 | 1.791.328 |       | 80    |

## Fonti
- Elezioni amministrative del 28 maggio 1989 (PDF), su archiviostorico.unita.it (archiviato dall'url originale il 6 agosto 2014).